# Леонтьєва Тетяна Олександрівна
Тетяна Олександрівна Леонтьєва (бл. 1885, Петербург - 1922, Швейцарія) — російська терористка, учасниця революційного руху в Російській імперії, в 1906 році вбила в Інтерлакені Шарля Мюллера, прийнятого нею помилково за колишнього міністра внутрішніх справ Петра Дурново .

## Біографія
Тетяна Леонтьєва народилася близько 1885 року в заможній сім'ї якутського віце-губернатора, генерала Олександра Леонтьєва, по матері була аристократкою. Здобувала освіту в інституті шляхетних дівчат. Виховувалась у пансіоні в Лозанні, у 1903 — 1904 роках там же навчалася на медичному факультеті.

### У Бойовій організації
У Швейцарії зблизилася з революційно налаштованими студентами і перейнялася ідеями політичного терору. Вступила до партії соціалістів-революціонерів і стала активісткою Бойової організації есерів . 
Аристократичне походження дозволяло їй бути представленою до двору, і терористи використали цю обставину, плануючи замах за її участю. Наприклад, передбачалося, що Леонтьєва, представившись продавчинею квітів, під час одного з придворних балів пострілом з револьвера вб'є Миколу II, тим самим помстившись йому за "Криваву неділю". Однак здійсненню цього плану завадило те, що з початком Першої російської революції царські бали було скасовано.
Навесні 1905 року Леонтьєвій через її дядька мали передати валізу з динамітом і складовими частинами бомб, проте поліція додивилася його і заарештувала адресата. Декілька місяців вона пробула на одиночному ув'язненні в Петропавлівській фортеці, після чого у неї почали з'являтися ознаки душевного нездоров'я. Сім'я дівчини домоглася її звільнення з-під варти для лікування в лікарні. 
Тетяну відправили до Швейцарії, але там вона знову вступила у зносини зі своїми товаришами-революціонерами. Вона звернулася до Бойової організації есерів, особисто до Бориса Савінкова з проханням дозволити їй брати участь у терорі, проте той відмовив їй, порадивши спочатку заспокоїтися та поправити здоров'я. Сприйнявши його відмову вкрай болісно, Леонтьєва вирішила приєднатися до іншої терористичної групи.

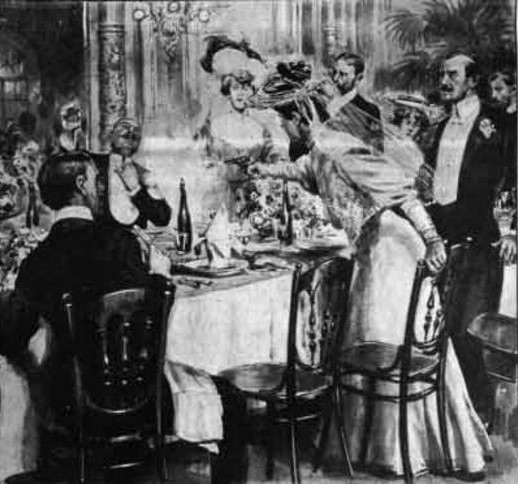
Вбивство, вчинене Тетяною Леонтьєвою. З газети "Wiener Bilder", 1906

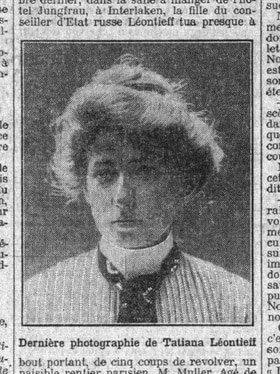
Тетяна Леонтьєва, газета Le Petit Parisien, 1906

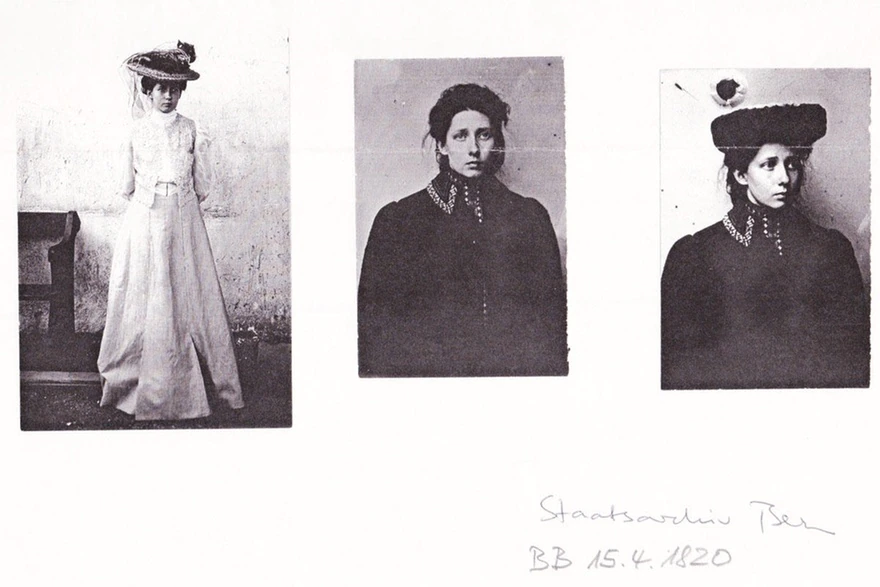
Тетяна Леонтьєва, фото з кримінальної справи

### Вбивство Мюллера
З газети « Русское слово », 3 вересня (21 серпня) 1906 року:
ІНТЕРЛАКЕН, 20, VIII-2, XI. У готелі Юнгфрау вчора опівдні за табл-д'отом російська дама, років 22-х, смертельно поранила кількома пострілами з револьвера Шарля Мюллера, паризького рантьє, 73-х років. Поранений помер за годину. Жінка відразу ж була заарештована. На слідстві вона показала, що їй було доручено вбити колишнього міністра Дурново і відмовилася від будь-яких подальших свідчень.

«Руське слово», 15 (02) вересня 1906:
ЛОЗАННА, 1 (14), XI. Поліція встановила особу жінки, яка вбила в Інтерлакені м. Мюллера, пред'явивши її фотографію деяким місцевим комерсантам, які впізнали в ній колишню тутешню студентку. Проведеним розслідуванням встановлено, що вона Тетяна Леонтьєва, уродженка Петербурга. Вона влітку 1903 і взимку 1903 і 1904 вважалася студенткою медичного факультету Лозанського університету. Повідомляють, що Леонтьєва вже рік тому була причетна до однієї політичної справи.

У мемуарах начальника охоронного відділення А. В. Герасимова ця історія розповідається так:
Жертвою вбивства став семидесятирічний Шарль Мюллер, рантьє з Парижа та мільйонер. За свідченнями сучасником, він зовні був схожий на міністра внутрішніх справ Дурново, на якого революціонери давно намагалися влаштувати замах. До того ж, Дурново у своїх закордонних поїздках для конспірації користувався прізвищем Мюллер. Шарль Мюллер щоліта приїжджав в Інтерлакен на лікування, і оселився у тому готелі «Юнгфрау», що й Тетяна Леонтьєва. Дівчина кілька днів спостерігала за ним, обідаючи з ним в одному залі, а 1 вересня 1906 року встала через свій столик, підійшла впритул до Мюллера і зробила кілька пострілів із "Браунінгу". Вже після першого старий упав на підлогу, і за кілька хвилин помер...

У березні 1907 року Тетяну Леонтьєву було засуджено Тунським судом до ув'язнення. З газети «Утро Росії», 19 (06) серпня 1910:
З Берна телеграфують: Термін покарання Тетяни Леонтьєвої закінчується 28 вересня. Через вирок, після відбуття покарання вона має бути вислана за межі Швейцарії, але уряд вирішив, через її хворобу, залишити її у тій же психіатричній лікарні, в якій вона знаходиться тепер. Батьки її, що живуть у Берні, зобов'язалися платити її утримання.
 Померла 1922 року в психіатричній лікарні в місті Мюнзінген (Münsingen). Батько залишився у Швейцарії і помер у 1952 році .